# Cephalocoema bonariensis
Cephalocoema bonariensis är en insektsart som beskrevs av Piza Jr. 1981. Cephalocoema bonariensis ingår i släktet Cephalocoema och familjen Proscopiidae. Inga underarter finns listade i Catalogue of Life.